# Смоленська унійна архієпархія
Смоленська унійна архієпархія ― церковно-адміністративна одиниця у складі Руської Унійної Церкви, яка існувала в 1625—1778 рр., вже з 1654 р. фактично була титулярною, а з 1667 р. архієпископи цієї архієпархії остаточно отримали статус титулярних.

## Історія
Заснування Смоленської архієпархії пов'язане із приєднанням до Унії бл. 1621 р. православного Смоленського архієпископа Сергія (з 1611 р. був у польському полоні) і отримання ним королівського привілею, який гарантував йому право на частину маєтку Смоленських архієпископів. Його наступник Лев Кревза-Жевуський заснував у Смоленську василіянський монастир і проголосив Унію. Королівський привілей від 12 березня 1623 р. потверджував існування на Смоленській землі тільки Католицької Церкви двох обрядів: латинського і східного і дозволяв Кревзі запечатувати ті православні храми, які не погоджувалися переходити на Унію. В 1633 р. після успішної для Речі Посполитої т. зв. Смоленської війни, Кревза-Жевуський перебрав у користування православний катедральний храм Успіння Пресвятої Богородиці, а згодом заснував катедральну капітулу. В 1647 р. Смоленська унійна архієпархія нараховувала 800 парафій (згідно з реляцією Якова Суші ― бл. 600), в більшості без священиків.
Після захоплення в 1654 р. території архієпископства московськими військами, архієпископ Андрій Кваснинський-Злотий виїхав до Речі Посполитої, де став адміністратором Пінської унійної єпархії, а православний Смоленський архієпископ Філарет іменований патріархом Ніконом, ліквідував Унію на Смоленщині. Кваснинський-Злотий ще пробував проводити переговори із Московською Православною Церквою з метою повернути собі владу в Смоленській унійній архієпархії, та це не принесло жодного результату. З 1667 р., коли після Андрусівського перемир'я Смоленська земля остаточно опинилася в кордонах Московського царства, унійні архієпископи отримали статус титулярних, а як матеріальне і фінансове забезпечення ― Онуфрейську архимандрію, що стала садибою архієпископів, а деякі також Гродненську і Мстиславську (Пустинську). Внаслідок натиску Росії в першій половині XVIII ст. архієпископство декілька разів було вакантним. В 1760-1770-х рр. архієпископи висували претензії на 17 деканатів Полоцької унійної архієпархії, які раніше належали до Смоленських архієпископів, а потім були під керівництвом Полоцького архієпископа Ясона Смогожевського. Після першого поділу Речі Посполитої архієпископ Йосиф Лепковський із доручення митрополита управляв двома деканатами митрополичої архієпархії в Росії (Гомельським і Рогачовським), які в 1778 р. були прилучені до Смоленської православної архієпархії.